# Periodischer Orbit

Die Bewegung eines harmonischen Oszillators ergibt einen periodischen Orbit im Phasenraum.

Die Bahn eines Planeten ist wegen der Apsidendrehung nicht exakt periodisch, die Animation übertreibt diesen Effekt sehr stark.

In der mathematischen Theorie der dynamischen Systeme ist eine periodische Bahn oder ein periodischer Orbit (auch: geschlossener Orbit) eine Bewegungsbahn, die stets nach einer bestimmten Zeitdauer (der „Periode“) zu ihrem Ausgangspunkt zurückkehrt, die also in sich geschlossen ist und somit einer sich ständig wiederholenden, periodischen Bewegung entspricht. Punkte auf periodischen Orbiten werden als periodische Punkte bezeichnet.
Beispiele periodischer Orbiten sind die Bewegung eines harmonischen Oszillators oder die Planetenbahnen (die allerdings nicht mehr exakt periodisch sind, wenn man die Apsidendrehung berücksichtigt).

## Definition
Es sei in einem zeitkontinuierlichen dynamischen System, d. h. mit {\displaystyle t\in \mathbb {R} }:
{\displaystyle \varphi \colon X\times \mathbb {R} \to X}
ein Fluss auf einem Zustandsraum {\displaystyle X}. Der Orbit
{\displaystyle {\mathcal {O}}(x,\varphi ):=\left\{\varphi (x,t)|t\in \mathbb {R} \right\}}
eines Punktes {\displaystyle x\in X} heißt periodischer Orbit wenn es ein {\displaystyle T>0} gibt, so dass
{\displaystyle \varphi (x,t+T)=\varphi (x,t)}
für alle {\displaystyle t\in \mathbb {R} } gilt. Die kleinstmögliche solche positive Zahl {\displaystyle T} heißt die Periode des Orbits.
Dieselbe Definition wird für diskrete dynamische Systeme verwandt, hier sind dann {\displaystyle t} und {\displaystyle T>0} jeweils ganze Zahlen.
Periodische Orbits zeitlich kontinuierlicher Systeme besitzen die Topologie eines Kreises, während sie bei diskreten Systemen (iterierten Abbildungen) aus einer der Periode entsprechenden Anzahl von Punkten bestehen, die zyklisch aufeinander abgebildet werden.

## Seifert-Vermutung
Die Frage, ob die Flüsse aller stetigen Vektorfelder auf der 3-dimensionalen Sphäre einen periodischen Orbit haben, wurde als Seifert-Vermutung bekannt. Es gibt Gegenbeispiele zu dieser Vermutung selbst bei beliebig starken Bedingungen an die Differenzierbarkeit des Vektorfeldes.

## Reeb-Orbiten
Die Gegenbeispiele zur Seifert-Vermutung zeigen, dass Vektorfelder auf der 3-dimensionalen Sphäre sehr pathologische Dynamik haben können. Ein regelmäßigeres Verhalten hat man für das sogenannte Reeb-Vektorfeld der Standard-Kontaktstruktur auf der 3-Sphäre und allgemeiner für Reeb-Vektorfelder auf 3-Mannigfaltigkeiten. Für diese lässt sich beweisen, dass es immer periodische Orbiten gibt (sogenannte Reeb-Orbiten) und man verfügt über Methoden (z. B. Kontakthomologie) zum Abzählen der periodischen Orbiten.